# سيكستو إسكوبار
سيكستو إسكوبار (بالإنجليزية: Sixto Escobar)‏ كان ملاكم صنّف ضمن فئة وزن الديك.

## إحصائيات
خاض خلال مسيرته 68 نزالا، فاز في 43 وتعادل في 3 وخسر في 22. فاز بالضربة القاضية في 19 نزالا.

## روابط خارجية
- سيكستو إسكوبار على موقع بوكس ريك (الإنجليزية) (registration required)